# Park Bo-young
Park Bo-young (Hangul: 박보영; sinh ngày 12 tháng 2 năm 1990) là một nữ diễn viên, ca sĩ kiêm người mẫu người Hàn Quốc. Cô được công chúng biết đến khi tham gia phim điện ảnh Ông ngoại tuổi 30 (2008).

## Tiểu sử
Park Bo-young sinh ra ở Jeungpyeong, tỉnh Chungcheong Bắc. Cô là con thứ hai trong gia đình có ba cô con gái. Cha cô - ông Park Wan-soo - một quân nhân chuyên nghiệp trực thuộc Lực lượng đặc biệt của quân đội Hàn Quốc trong 34 năm.
Cô tốt nghiệp Trường Tiểu học Jeungpyeong, Trường Trung học Nữ sinh Jeungpyeong, Trường Trung học Thương mại Nữ sinh Daeseong và Khoa Nghệ thuật Biểu diễn của Đại học Dankook với chuyên ngành Sân khấu và Điện ảnh.

## Sự nghiệp
Park Bo-young bắt đầu sự nghiệp diễn xuất của mình vào năm 2005 với phim ngắn Equal.
Cô nổi tiếng sau khi đóng cùng Cha Tae-hyun trong bộ phim Ông ngoại tuổi 30, bộ phim đã thu hút 8,3 triệu khán giả trở thành bộ phim có doanh thu cao nhất năm 2008 và là một trong những bộ phim thành công nhất của nền điện ảnh Hàn Quốc. Cô được đánh giá diễn rất tròn vai trong vai bà mẹ tuổi teen khó tính, diễn xuất được khen ngợi nhiều của Park Bo-young đã giúp cô đoạt giải Nữ diễn viên mới xuất sắc nhất năm 2009. Sau đó, cô đóng vai chính trong một bộ phim ngắn của đạo diễn Lee Hyun-seung nói về chủ đề nhân quyền là If You Were Me 4 năm 2009.
Tuy nhiên, vào năm 2010, cô vướng vào một loạt tranh chấp pháp lý với công ty quản lý lúc bấy giờ và một công ty sản xuất phim, khiến nữ diễn viên vướng vào các vụ kiện tụng và không thể làm việc trong vài năm tới.
Sau khi cô được chỉ định làm đại sứ quảng cáo (được gọi là "PiFan Lady") cho Liên hoan phim quốc tế Puchon năm 2011, Park Bo-young quay trở lại diễn xuất bằng bộ phim kinh dị Don't Click năm 2012. Cuối năm đó, cô đóng vai chính cùng với Song Joong-ki trong bộ phim lãng mạn giả tưởng A Werewolf Boy, đã vượt qua 7 triệu lượt đăng ký để trở thành một trong những bộ phim tình cảm của Hàn Quốc thành công nhất mọi thời đại. Bài hát mà nhân vật của cô hát trong phim, "My Prince", đã được phát hành dưới dạng đĩa đơn kỹ thuật số và được đưa vào nhạc phim.
Năm 2015, Bo-young đảm nhận vai nữ chính trong bộ phim Oh My Ghost của đài TvN và nhận được rất nhiều sự ủng hộ từ đông đảo các khán giả. Đây là lần đầu tiên cô đảm nhiệm vai chính trong 1 bộ phim truyền hình sau nhiều năm hoạt động ở lĩnh vực phim điện ảnh. Đài TvN khi đó đã phải bỏ ra số tiền lớn nhất từ trước đến nay để có được chữ ký của Park Bo-Young và khiến cho nữ diễn viên trở thành một trong những ngôi sao đắt giá bậc nhất lịch sử nhà đài.
Năm 2017, Park Bo-young trở lại màn ảnh nhỏ bằng vai chính trong phim Cô nàng mạnh mẽ Do Bong-soon của đài JTBC. Tập 8 với chỉ số rating đạt 9.603 trên toàn quốc và 10.261 tính riêng ở khu vực Seoul (theo Nielsen Korea), đã phá vỡ kỉ lục rating ở mảng phim truyền hình ngắn tập của đài JTBC.
Vào tháng 9 năm 2017, cô bắt đầu quay bộ phim lãng mạn Ngày em đẹp nhất, công chiếu vào tháng 8 năm 2018. Cô đã tái hợp với Kim Young-kwang, người trước đây cô đã đóng chung trong bộ phim năm 2014 Hot Young Bloods. Bộ phim là một thành công phòng vé và nhận được những đánh giá tích cực .
Sau đó, Park Bo-young đóng vai chính trong loạt phim Abyss của tvN được công chiếu vào tháng 5 năm 2019, nơi cô đóng vai một công tố viên xinh đẹp, người biến thành một cô gái có vẻ ngoài giản dị sau khi được hồi sinh bởi một quả cầu bí ẩn.
Cô chia tay công ty quản lý 10 năm (Fides Spatium) vào tháng 12 năm 2019. Hai tháng sau, cô ký hợp đồng độc quyền với BH Entertainment.
Vào tháng 12 năm 2020, Park Bo-young tham gia diễn xuất trong bộ phim lãng mạn giả tưởng Một ngày nọ kẻ hủy diệt gõ cửa nhà tôi của đài tvN cùng với Seo In-guk, Lee Soo-hyuk, Kang Tae-oh và Shin Do-hyun, khởi chiếu vào ngày 10 tháng 5 năm 2021, trên đài tvN.
Vào tháng 4 năm 2021, cô trở lại màn ảnh rộng với bộ phim về thảm họa Địa đàng sụp đổ của Um Tae-hwa, đóng chung với Lee Byung-hun và Park Seo-joon.

## Đời sống cá nhân
Chị gái cô là một giáo viên dạy âm nhạc và Piano. Park Bo-Young cũng biết chơi đàn guitar và hát. Cô từng thể hiện tài lẻ của mình trong một cảnh phim A Werewolf Boy đồng thời hát Ost "My Prince" của phim.
Vào ngày 26 tháng 4 năm 2021, cô đã mở tài khoản SNS đầu tiên (Instagram) sau 15 năm kể từ khi ra mắt. Bài đăng đầu tiên trên Instagram của cô đã nhận được 165.000 lượt thích trong vòng 17 giờ kể từ khi phát hành.
Park Bo-young từng có tin đồn hẹn hò với nam tài tử Song Joong-ki sau khi cả hai tham gia A Werewolf Boy. Tuy nhiên, cô đã phủ nhận thông tin này và cho biết giữa hai người chỉ có mối quan hệ bạn bè.

### Sức khoẻ
Dây chằng mắt cá chân của Park Bo-young đã bị rách trong một buổi tập luyện trước khi bắt đầu quay phim truyền hình "Cô nàng mạnh mẽ Do Bong-soon" . Vào tháng 4 năm 2017, bệnh viện khuyên cô nên bó bột nhưng cô phải dùng băng dán mắt cá chân và bắt đầu bằng vật lý trị liệu để thay thế, do quá trình quay phim liên tục. Hai tháng sau khi kết thúc bộ phim, cô đã trải qua một cuộc tiểu phẫu kéo dài 20 phút. Vào ngày 6 tháng 9, công ty quản lý của cô cho biết nữ diễn viên đang trong giai đoạn phục hồi sức khỏe cuối cùng và sẽ bắt đầu quay On Your Wedding Day vào cuối tháng đó.
Vào tháng 11 năm 2019, Park Bo-young thông báo tạm thời ngưng hoạt động nghệ thuật để hồi phục chấn thương cánh tay. Cô cũng được phẫu thuật để loại bỏ một vết sẹo trên cánh tay.

## Danh sách đĩa nhạc

### Nhạc phim
| Năm                                                                          | Bài hát                            | Thứ hạng | Doanh số (Tải nhạc) | Album                          |
| Năm                                                                          | Bài hát                            | HQ       | Doanh số (Tải nhạc) | Album                          |
| ---------------------------------------------------------------------------- | ---------------------------------- | -------- | ------------------- | ------------------------------ |
| 2008                                                                         | "Era of Freedom" (자유시대)        | —        |                     | Scandal Makers OST             |
| 2012                                                                         | "My Prince" (나의 왕자님)          | 7        | - HQ: 516,043+      | A Werewolf Boy OST             |
| 2014                                                                         | "Boiling Youth" (피끓는 청춘)      | —        |                     | Hot Young Bloods OST           |
| 2015                                                                         | "Leave" (떠난다)                   | 55       | - HQ: 85,683+       | Oh My Ghost OST                |
| 2018                                                                         | "Listen to Me" (내 얘기 좀 들어봐) | —        |                     | On Your Wedding Day OST Part 1 |
| "—" denotes releases that did not chart or were not released in that region. |                                    |          |                     |                                |

### Với vai trò là nghệ sĩ hợp tác
| Year | Title                                   | Peak | Sales (Music download) | Album          |
| Year | Title                                   | HQ   | Sales (Music download) | Album          |
| ---- | --------------------------------------- | ---- | ---------------------- | -------------- |
| 2013 | "It's Over" (Speed feat. Park Bo-young) | 43   | - HQ: 117,607+         | Superior Speed |

## Đại sứ và từ thiện
| Năm  | Tổ chức/Sự kiện                                                    | Ghi chú            | Chú thích |
| ---- | ------------------------------------------------------------------ | ------------------ | --------- |
| 2009 | Bộ Tài chính và Chiến lược, Ban tiêu thụ xổ số                     | Đại sứ quảng bá    | [ 16 ]    |
| 2009 | Good Downloader                                                    | Ngôi sao hỗ trợ    | [ 17 ]    |
| 2010 | Hội nghị Thượng đỉnh G20 tại Seoul                                 | Ngôi sao hỗ trợ    | [ 18 ]    |
| 2011 | Liên hoan phim Viễn tưởng Quốc tế Bucheon lần thứ 15               | Đại sứ thiện chí   | [ 19 ]    |
| 2012 | Báo Internet "Campus Today"                                        | Phóng viên danh dự | [ 20 ]    |
| 2013 | Lễ hội phương tiện thân thiện sinh thái thế giới – thành phố Suwon | Đại sứ quốc tế     | [ 21 ]    |
| 2013 | Cơ quan Hợp tác Quốc tế Hàn Quốc (KOICA)                           | Đại sứ             | [ 22 ]    |
| 2014 | Chiến dịch "Love, One More" của Green Umbrella Children Foundation |                    | [ 23 ]    |
| 2014 | Lớp học làm phim Toto CJ CGV tại Việt Nam                          | Đại sứ danh dự     | [ 24 ]    |
| 2014 | Bệnh viện Cảnh sát Quốc gia Hàn Quốc                               | Đại sứ danh dự     | [ 25 ]    |
| 2015 | Lớp học làm phim Toto CJ CGV tại Indonesia                         | Đại sứ danh dự     | [ 26 ]    |
| 2015 | Cục Hải Quan Hàn Quốc                                              | Đại sứ             | [ 27 ]    |
| 2017 | Sự kiện từ thiện tổ chức bởi Think Nature                          |                    | [ 28 ]    |
| 2017 | Dự án viết thư của Sandol Green Umbrella Children                  |                    | [ 29 ]    |
| 2020 | Liên hoan Phim Âm nhạc Quốc tế Jecheon lần thứ 16                  | Đại sứ danh dự     | [ 30 ]    |

## Giải thưởng và đề cử
| Năm  | Giải thưởng                                          | Hạng mục                                  | Phim được đề cử              | Kết quả   | Chú thích     |
| ---- | ---------------------------------------------------- | ----------------------------------------- | ---------------------------- | --------- | ------------- |
| 2007 | SBS Drama Awards lần thứ 14                          | Best Young Actress                        | Đức vua và tôi               | Đoạt giải |               |
| 2008 | Cine21 Awards                                        | Diễn viên mới của năm                     | Scandal Makers               | Đoạt giải |               |
| 2009 | 6th Max Movie Awards                                 | Nữ diễn viên mới xuất sắc nhất của năm    | Scandal Makers               | Đoạt giải |               |
| 2009 | Giải thưởng Nghệ thuật Baeksang lần thứ 45           | Best New Actress (Film)                   | Scandal Makers               | Đoạt giải |               |
| 2009 | Giải thưởng Nghệ thuật Baeksang lần thứ 45           | Most Popular Actress (Film)               | Scandal Makers               | Đoạt giải |               |
| 2009 | Korea Junior Star Awards lần thứ 2                   | Grand Prize (Film category)               | Scandal Makers               | Đoạt giải |               |
| 2009 | Mnet 20's Choice Awards lần thứ 3                    | HOT Movie Star - Female                   | Scandal Makers               | Đề cử     |               |
| 2009 | Mnet 20's Choice Awards lần thứ 3                    | HOT Boom Up Song - Perhaps That           | Scandal Makers               | Đề cử     |               |
| 2009 | Chunsa Film Art Awards lần thứ 17                    | Nữ diễn viên mới xuất sắc nhất            | Scandal Makers               | Đề cử     |               |
| 2009 | Buil Film Awards lần thứ 18                          | Nữ diễn viên mới xuất sắc nhất            | Scandal Makers               | Đề cử     |               |
| 2009 | Korean Association of Film Critics Awards lần thứ 29 | Nữ diễn viên mới xuất sắc nhất            | Scandal Makers               | Đoạt giải |               |
| 2009 | Grand Bell Awards lần thứ 46                         | Nữ diễn viên mới xuất sắc nhất            | Scandal Makers               | Đề cử     |               |
| 2009 | Grand Bell Awards lần thứ 46                         | Popularity Award                          | Scandal Makers               | Đoạt giải |               |
| 2009 | Korean Culture and Entertainment Awards lần thứ 17   | Best New Actress in a Film                | Scandal Makers               | Đoạt giải |               |
| 2009 | University Film Festival of Korea lần thứ 5          | Nữ diễn viên mới xuất sắc nhất            | Scandal Makers               | Đoạt giải | [ 31 ]        |
| 2009 | Giải thưởng điện ảnh Rồng Xanh lần thứ 30            | Nữ diễn viên mới xuất sắc nhất            | Scandal Makers               | Đoạt giải | [ 32 ]        |
| 2009 | Golden Cinematography Awards lần thứ 32              | Nữ diễn viên mới xuất sắc nhất            | Scandal Makers               | Đoạt giải |               |
| 2009 | Director's Cut Awards lần thứ 12                     | Nữ diễn viên mới xuất sắc nhất            | Scandal Makers               | Đoạt giải | [ 33 ]        |
| 2009 | Andre Kim Best Star Awards lần thứ 4                 | Giải thưởng ngôi sao nữ                   | —                            | Đoạt giải |               |
| 2012 | World Savings Day lần thứ 49                         | Commendation from the Chairman of Finance | —                            | Đoạt giải |               |
| 2012 | Grand Bell Awards lần thứ 49                         | Popularity Award                          | Don't Click                  | Đề cử     |               |
| 2012 | Pierson Movie Festival lần thứ 4                     | Nữ diễn viên xuất sắc nhất                | A Werewolf Boy               | Đoạt giải | [ 34 ]        |
| 2013 | Mnet 20's Choice Awards lần thứ 7                    | 20's Movie Star - Female                  | A Werewolf Boy               | Đoạt giải | [ 35 ]        |
| 2013 | Grand Bell Awards lần thứ 50                         | Popularity Award                          | A Werewolf Boy               | Đề cử     |               |
| 2013 | Korea Jewelry Awards lần thứ 11                      | Best Jewelry Lady                         | —                            | Đoạt giải | [ 36 ]        |
| 2014 | Seoul International Youth Film Festival lần thứ 16   | Best Young Actress                        | Hot Young Bloods             | Đề cử     | [ 37 ]        |
| 2014 | Grand Bell Awards lần thứ 51                         | Popularity Award                          | Hot Young Bloods             | Đề cử     |               |
| 2014 | Korean Culture and Entertainment Awards lần thứ 22   | Excellence Award, Actress in a Film       | Hot Young Bloods             | Đoạt giải |               |
| 2015 | Korea World Youth Film Festival lần thứ 15           | Most Favorite Actress                     | Ngôi trường ma quái          | Đoạt giải |               |
| 2015 | Grand Bell Awards lần thứ 52                         | Popularity Award                          | Ngôi trường ma quái          | Đề cử     |               |
| 2015 | Giải thưởng điện ảnh Rồng Xanh lần thứ 36            | Popular Star Award                        | Ngôi trường ma quái          | Đoạt giải |               |
| 2015 | APAN Star Awards lần thứ 4                           | Excellence Award, Actress in a Miniseries | Oh My Ghostess               | Đoạt giải |               |
| 2016 | 4th Annual DramaFever Awards lần thứ 4               | Nữ diễn viên xuất sắc nhất                | Oh My Ghostess               | Đoạt giải | [ 38 ] [ 39 ] |
| 2016 | 4th Annual DramaFever Awards lần thứ 4               | Best Kiss (với Jo Jung-suk)               | Oh My Ghostess               | Đề cử     |               |
| 2016 | 4th Annual DramaFever Awards lần thứ 4               | Best Couple (với Jo Jung-suk)             | Oh My Ghostess               | Đề cử     |               |
| 2016 | 4th Annual DramaFever Awards lần thứ 4               | Best Womance (với Kim Seul-gie)           | Oh My Ghostess               | Đề cử     |               |
| 2016 | tvN10 Awards lần thứ nhất                            | Best Chemistry (với Kim Seul-gie)         | Oh My Ghostess               | Đoạt giải |               |
| 2016 | tvN10 Awards lần thứ nhất                            | Best Kiss Award (với Jo Jung-suk)         | Oh My Ghostess               | Đề cử     |               |
| 2016 | tvN10 Awards lần thứ nhất                            | Romantic Comedy Queen                     | Oh My Ghostess               | Đề cử     |               |
| 2016 | InStyle Star Icon                                    | Best Actress (Film)                       | —                            | Đoạt giải | [ 40 ]        |
| 2016 | 8th Style Icon Asia                                  | Style Icon                                | —                            | Đề cử     |               |
| 2016 | KOPA & Nikon Press Photo Awards lần thứ 5            | Most Photogenic Actress                   | —                            | Đoạt giải | [ 41 ]        |
| 2017 | V Live Awards                                        | Special V Live – V Live Special Thanks    | —                            | Đoạt giải | [ 42 ]        |
| 2017 | Baeksang Arts Awards lần thứ 53                      | Best Actress (TV)                         | Cô nàng mạnh mẽ Do Bong-soon | Đề cử     | [ 43 ]        |
| 2017 | Seoul International Drama Awards lần thứ 12          | Nữ diễn viên xuất sắc nhất                | Cô nàng mạnh mẽ Do Bong-soon | Đề cử     | [ 44 ]        |
| 2017 | Seoul International Drama Awards lần thứ 12          | Outstanding Korean Actress                | Cô nàng mạnh mẽ Do Bong-soon | Đoạt giải | [ 45 ]        |
| 2017 | The Seoul Award lần thứ nhất                         | Nữ diễn viên xuất sắc nhất                | Cô nàng mạnh mẽ Do Bong-soon | Đoạt giải |               |

| Nhà xuất bản | Năm  | Bảng kê                            | Vị trí | Tham khảo |
| ------------ | ---- | ---------------------------------- | ------ | --------- |
| Forbes       | 2010 | Người nổi tiếng quyền lực Hàn Quốc | thứ 30 | [ 46 ]    |